# 루트비히 뒤어

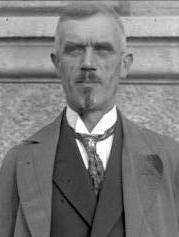
1929년의 뒤어

루트비히 뒤어(Ludwig Dürr, 1878년 6월 4일 슈투트가르트 - 1956년 1월 1일 프리드리히스하펜)는 독일의 비행선 설계자다.

## 삶과 경력
기계공 교육을 마친 후 뒤어는 케니히리흐러 바우게베르크슐레(왕립공학학교)에서 학업을 이어나갔다. 1898년, 그는 독일 해군에 입대했지만 독일 해군은 그 해 해체되었다.
뒤어는 1899년부터 페르디난트 폰 체펠린의 밑에서 일하였다. 체펠린의 첫 번째 비행선인 LZ1의 건조를 도운 후, 뒤어는 직접 비행선과 작은 부속들을 제작하기 시작했다. 이후로 모든 체펠린 비행선의 디자인은 그가 담당하였다.
뒤어는 자신이 설계한 비행선에 자주 탑승하고 조종까지 직접하였다. 체펠린 LZ5의 비테르펠트(Bitterfeld)행 첫 왕복비행도 그가 직접 한 일이다. 1909년 5월 31일, 37시간 연속 비행선 조종 중이던 뒤어는 게피넨(Göppingen) 인근에서 그만 배 나무에 비행선 선두가 충돌하는 사고를 겪었다.
뒤어는 1945년까지 체펠린 비행조선에서 근무하였으며 그 기간 중에 1915년 부터는 기술 감독직을 맡았다.
1923년 7월 19일, 그는 리디아 벡과 결혼했다. 슬하엔 두 명의 딸과 두 명의 아들을 두었다.

## 수상 및 명예
- 독일연방공화국 공로대십자장 (1953)
- 기술 대학 및 Freiburg, Heidelberg, Karlsruhe, Stuttgart, Tübingen 및 Graz 대학의 명예 박사 학위
- Friedrichshafen 및 Stuttgart-Echterdingen(현재 Leinfelden-Echterdingen 의 일부) 명예 시민
- Göppingen 의 Ludwig-Dürr-Straße는 그의 이름을 따서 명명되었다.
- 프리드리히스하펜에 위치한 Werkrealschule제 초중등 통합 학교인 루트비히 뒤어 학교(Ludwig Dürr School)는 그의 이름을 따서 명명되었다.
- 베르발 알프스 의 프리드리히스하펜과 다름슈타트 산장 사이의 높은 알프스 트레일은 그의 이름을 따서 루트비히-뒤어-베그로 명명되었다.